# Luc Hinderyckx
Luc Hinderyckx (Brugge, 19 december 1961) is een Belgisch voormalig voetballer die als middenvelder speelde. Zijn grote doorbraak was bij Club Brugge in de jaren 80.
Luc was in de jaren 80 ook belofte-international. Zijn 2 neven en nonkel: Dirk, Kurt en Freddy Hinderyckx zijn ook oud-spelers van Club Brugge. De 4 mannen worden allemaal "Bibi" genoemd in de volksmond.
Hij is nu de uitbater van de Snooker-Palace in Brugge.

## Biografie
Luc Hinderyckx begon zijn carrière bij de jeugd van Club Brugge. Hij brak door op 19-jarige leeftijd bij het eerste elftal onder trainer Gilbert Gress. Hij bleef 5 jaar bij Club Brugge om daarna naar KAA Gent te gaan in het seizoen 1985-1986. Hij bleef er 3 jaar. In z'n laatste seizoen kreeg hij een zware blessure te verwerken, een dubbele openbeenbreuk, na een duel met een keeper. Bij KAA Gent was hij lange tijd Europees topschutter met 3 goals. 
Na 3 jaar Gent werd hij getransfereerd naar Waregem waar hij 2 jaar speelde. Hij haalde nooit meer z'n beste niveau door die blessure en speelde nog tot 1995 bij Wetteren in derde klasse. In 1995 maakte hij een einde aan zijn voetbalcarrière.

## Statistieken
| Seizoen     | Club               | Land   | Competitie    | Matchen | Doelpunten |
| ----------- | ------------------ | ------ | ------------- | ------- | ---------- |
| 1980 - 1981 | Club Brugge        | België | Eerste Klasse | 2       | 0          |
| 1981 - 1982 | Club Brugge        | België | Eerste Klasse | 9       | 0          |
| 1982 - 1983 | Club Brugge        | België | Eerste Klasse | 21      | 4          |
| 1983 - 1984 | Club Brugge        | België | Eerste Klasse | 27      | 0          |
| 1984 - 1985 | Club Brugge        | België | Eerste Klasse | 19      | 0          |
| 1985 - 1986 | KAA Gent           | België | Eerste Klasse | 28      | ?          |
| 1986 - 1987 | KAA Gent           | België | Eerste Klasse | 22      | ?          |
| 1987 - 1988 | KAA Gent           | België | Eerste Klasse | 11      | ?          |
| 1988 - 1989 | KSV Waregem        | België | Eerste Klasse | ?       | ?          |
| 1989 - 1990 | KSV Waregem        | België | Eerste Klasse | ?       | ?          |
| 1990 - 1991 | Standaard Wetteren | België | Derde Klasse  | ?       | ?          |
| 1991 - 1992 | Standaard Wetteren | België | Derde Klasse  | ?       | ?          |
| 1992 - 1993 | Standaard Wetteren | België | Derde Klasse  | ?       | ?          |
| 1993 - 1994 | Standaard Wetteren | België | Derde Klasse  | ?       | ?          |
| 1994 - 1995 | Standaard Wetteren | België | Derde Klasse  | ?       | ?          |